# Carrozze tipo M2
Le carrozze tipo M2 sono carrozze ferroviarie destinate al trasporto di viaggiatori in ambito vicinale. Costruite tra il 1954 e il 1960 per le Ferrovie Belghe (SNCB-NMBS), alcune unità sono state successivamente cedute ad altre società anche all’estero, come le Ferrovie Nord Milano.

## Storia
Nel 1953 il consiglio di amministrazione delle SNCB rilevò che, con l'elettrificazione e la soppressione di alcune linee, il materiale rimorchiato in servizio non era più sufficiente per rispondere alla domanda da parte dei viaggiatori: in parte era ancora a cassa in legno, e circa trenta carrozze al mese dovevano essere demolite perché non più riparabili. Venne quindi stabilito di costruire l'anno successivo, presso le officine centrali di Malines (cassa) e Salzinnes (carrelli) quattro carrozze prototipo a cassa metallica (in lamiera ondulata), concepite e realizzate dal servizio studi della direzione del materiale e degli acquisti SNCB, tutte con 114 posti a sedere e 30 posti in piedi, ma con soluzioni diverse per carrelli, pavimento, rivestimento delle pareti interne e isolamento della cassa.
Sulla base dei prototipi, nel 1956 il consiglio d'amministrazione SNCB approvò l'acquisto di 450 carrozze di varie tipologie ripartite tra vari costruttori ferroviari belgi:
| Tipo                                             | Costruttore                             | Quantità | Capacità                                                                            |
| ------------------------------------------------ | --------------------------------------- | -------- | ----------------------------------------------------------------------------------- |
| A10 (prima classe)                               | Ateliers de Famillereux                 | 35       | 68 posti a sedere, 30 in piedi                                                      |
| A5B5 (miste prima-seconda classe)                | Anglo-Franco-Belge                      | 29       | 36 posti a sedere di prima classe, 47 posti a sedere di seconda classe, 30 in piedi |
| B8D (miste seconda classe-bagagliaio)            | Usines Ragheno                          | 40       | 75 posti a sedere, 15 in piedi, bagagliaio con portata 3 tonnellate                 |
| B8D (miste seconda classe-bagagliaio)            | La Brugeoise et Nivelles                | 65       | 75 posti a sedere, 15 in piedi, bagagliaio con portata 3 tonnellate                 |
| B7DA (miste seconda classe-bagagliaio-snack bar) | Ateliers de la Dyle                     | 15       | 65 posti a sedere, 15 in piedi, bagagliaio con portata 3 tonnellate                 |
| B11 (seconda classe)                             | La Brugeoise et Nivelles                | 54       | 106 posti a sedere, 30 in piedi                                                     |
| B11 (seconda classe)                             | Compagnie Centrale de Construction      | 45       | 106 posti a sedere, 30 in piedi                                                     |
| B11 (seconda classe)                             | Société Metallurgique d'Enghien-St-Eloi | 54       | 106 posti a sedere, 30 in piedi                                                     |
| B11 (seconda classe)                             | Usines de Braine-le-Comte               | 36       | 106 posti a sedere, 30 in piedi                                                     |
| B11 (seconda classe)                             | Ateliers Germain                        | 81       | 106 posti a sedere, 30 in piedi                                                     |

Nel 1958 vennero ordinate altre 170 carrozze:
| Tipo                                  | Costruttore                             | Quantità | Capacità                                                                           |
| ------------------------------------- | --------------------------------------- | -------- | ---------------------------------------------------------------------------------- |
| A5B5 (miste prima-seconda classe)     | Usines Ragheno                          | 25       | 36 posti a sedere di prima classe, 47 posti a sedere di seconda classe, 30 in pied |
| A5B5 (miste prima-seconda classe)     | Usines de Braine-le-Comte               | 10       | 36 posti a sedere di prima classe, 47 posti a sedere di seconda classe, 30 in pied |
| B8D (miste seconda classe-bagagliaio) | La Brugeoise et Nivelles                | 55       | 75 posti a sedere, 15 in piedi, bagagliaio con portata 3 tonnellate                |
| B11 (seconda classe)                  | Ateliers Germain                        | 30       | 106 posti a sedere, 30 in piedi                                                    |
| B11 (seconda classe)                  | Société Metallurgique d'Enghien-St-Eloi | 25       | 106 posti a sedere, 30 in piedi                                                    |
| B11 (seconda classe)                  | Ateliers de Famillereux                 | 25       | 106 posti a sedere, 30 in piedi                                                    |

Rispetto ai prototipi, le carrozze avevano la cassa metallica liscia e carrelli Schlieren, che permettevano una velocità massima di 140 km/h.

### Nelle Ferrovie Belghe
A partire dal 1960 le carrozze M2 vennero utilizzate per treni espressi e diretti in tutto il Belgio; la consegna delle carrozze tipo M4, a partire dal 1979, le emarginò progressivamente dall'utilizzo nei collegamenti rapidi.
Nel 1978 la SNCB, sulla scia di quanto effettuato con le carrozze tipo M1, trasformò in semipilota (tipo BDx) per treni Diesel sette carrozze M2, immettendole in servizio sulle tratte Anversa-Neerpelt e Courtrai-Bruges-Ostenda. L'operazione venne ripetuta nel 1980-1981, trasformando in semipilota otto carrozze M2 per treni elettrici (per le tratte Bruxelles-Lokeren e Anversa-Aarschot). 67 carrozze intermedie (22 per treni Diesel, 45 per treni elettrici) vennero adattate per l'utilizzo nei treni navetta. 
Le carrozze M2 vennero radiate tra il 1996 e il 2005 (i prototipi erano fuori servizio già dal 1981), sostituite dalle carrozze tipo M6 a due piani.

### Nelle Ferrovie Nord Milano

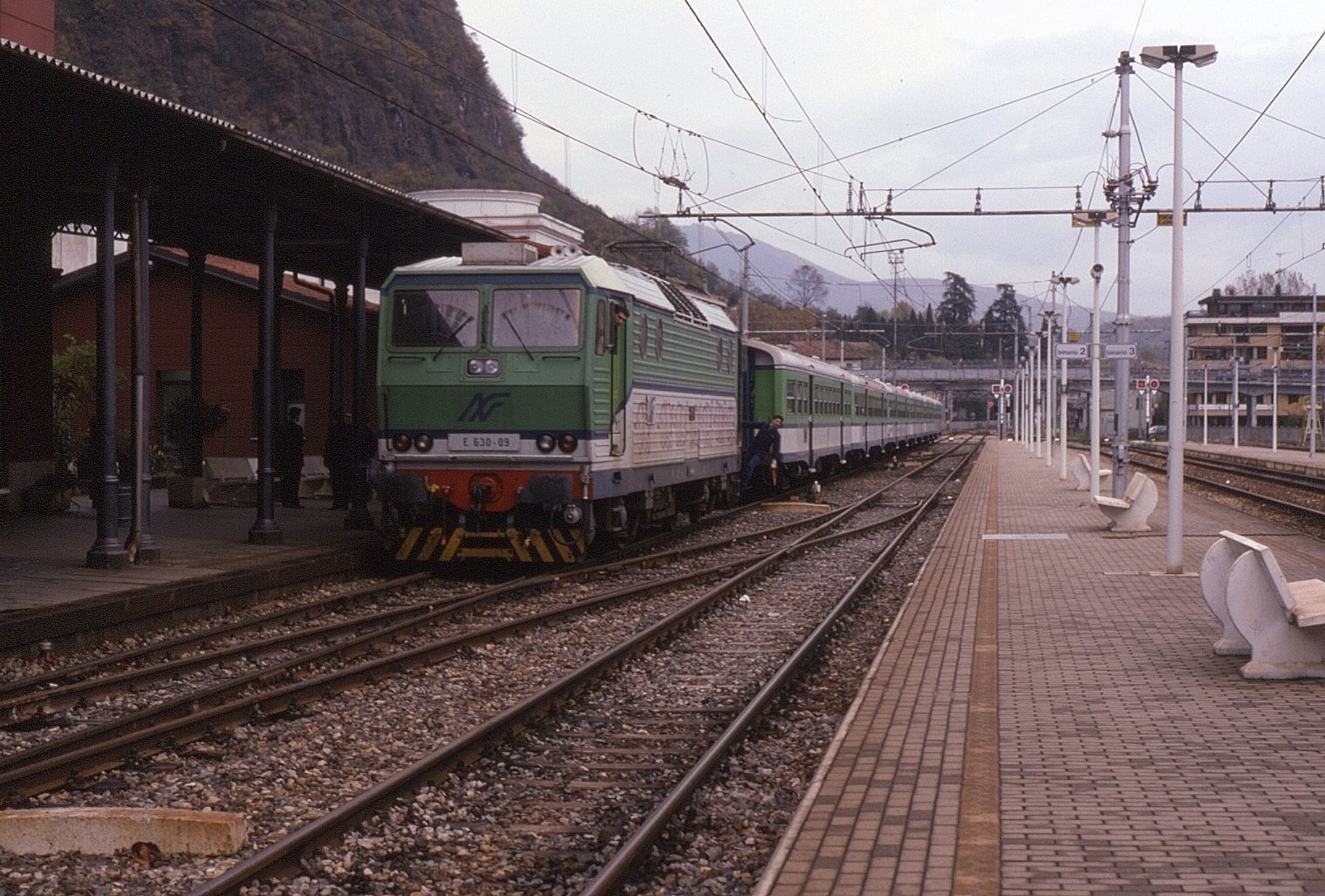
Le carrozze tipo M2 con la E.630 a Laveno Mombello il 7 novembre 1997

Le FNM acquisirono alcune di queste carrozze (insieme ad alcune Carrozze tipo M3, con le quali condivisero il soprannome di “carrozze belghe”) verso la metà degli anni novanta, classificandole EB.900 (da -10 a -38) ed EA.910 (da -10 a -17); alcune unità vennero convertite in carrozze semipilota e classificate EB.880 (da -01 a -06). L'intera serie di carrozze tipo M2 adottò subito la livrea “regionale” bianco, blu e verde. 
Le rimorchiate EB.900 ed EA.910 erano dotate di vestiboli paracentrali e si dividevano ognuna in due serie (la differenza consisteva nel fatto che le rimorchiate di prima serie avevano finestrini più piccoli e contenevano più posti a sedere, mentre quelle di seconda serie erano provviste di finestrini più alti, ma disponevano di meno posti a sedere); inoltre la sola carrozza pilota EB.880, anch'essa dotata di vestiboli paracentrali e di finestrini più alti, aveva anche uno spazio dedicato per i disabili posto in corrispondenza della cabina di guida. Infine tutte le carrozze erano dotate di ritirata, situate verso la metà di ogni singola carrozza.
Vennero utilizzate per anni al traino della locomotiva E.630. Alcune di queste rimorchiate e la carrozza semipilota EB.880-02 vennero accantonate nel 2003, le altre continuarono il loro esercizio fino al 2008 con 2 composizioni rimaste di carrozze tipo M2 insieme alle carrozze pilota EB.880-01 e -04 e fino al 2010 con 3 composizioni caratterizzate ciascuna da 5 carrozze Socimi e una Casaralta, (accoppiate dalle carrozze pilota EB.880-03, -05 e -06), che risultavano già in esercizio dal 2005 con il precedente accantonamento di diverse carrozze tipo M2. 
Dopo il definitivo accantonamento, sono sopravvissute due carrozze monumentate: una posta alla stazione di Gavirate e una a Bovisio Masciago nel Centro Polifunzionale di Protezione civile; altre carrozze sono invece accantonate e molte altre sono state demolite, ivi comprese ulteriori due carrozze monumentate alla stazione dismessa di Castiglione Olona, che sono state distrutte il 12 marzo 2019.

### Nei Paesi Bassi
Per far fronte ad una carenza di materiale, tra il 1989 e il 1993 59 carrozze vennero noleggiate alle Nederlandse Spoorwegen (NS).
Quattro carrozze di prima classe, dodici di seconda e tre semipilota vennero cedute tra il 1996 e il 1998 all'operatore privato olandese Lovers Rail.